# Tamara Ciobanu

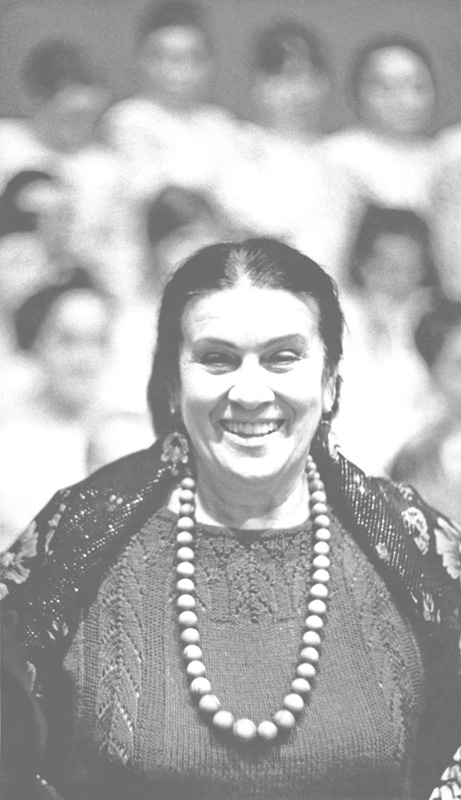
Tamara Ciobanu (1970er Jahre)

Tamara Ciobanu (geb. Taratanskaya; * 22. November 1914 in Berezlogi, Kreis Orhei, Königreich Rumänien; † 23. Oktober 1990 in Chișinău) war eine moldauische Opern- und Volkssängerin.

## Biografie
Tamara Ciobanu begann nach dem Abschluss des Mädchengymnasiums „Prinzessin Dadiani“ in Chișinău ein Studium an der Medizinischen Fakultät und setzte dies anschließend am Konservatorium von Saratow (1941–1944) fort, wo sie zur Sopranistin ausgebildet wurde. Ciobanu nahm privaten Gesangsunterricht und setzte kurz darauf ihr Studium am Moldauischen Staatskonservatorium fort, das sie 1947 abschloss.
Nach einer Tournee mit dem Orchester Fluieraș in Moskau wurde sie 1950 mit dem Staatspreis der UdSSR ausgezeichnet und anschließend zur Abgeordneten des Obersten Sowjets der Sowjetunion gewählt. Von 1945 bis 1951 war Ciobanu Solistin des Rundfunks der Moldauischen SSR und von 1951 bis 1973 Solistin des Volksmusikorchesters „Fluieraș“. Ab 1957 unternahm sie Tourneen durch die Deutsche Demokratische Republik, die Tschechoslowakei, Kanada und Albanien. In den Jahren 1973–1980 war sie Dozentin der Gesangsabteilung der „G. Musicescu Musikakademie“. Sie sang während ihrer Gesangskarriere u. a. die Rolle der Tatjana in Tschaikowskis Eugen Onegin und die Rolle der Madama Butterfly in Puccinis gleichnamiger Oper. Seit 1972 war sie Präsidentin der Chormusikgesellschaft der Moldauischen SSR.

## Diskografie (Auswahl)
- Молдавские Песни
- 1980: Поёт Молдавские Песни. Кытнэ Тамара Чебан

## Auszeichnungen (Auswahl)
- Volkskünstler der UdSSR (1960)
- Staatspreis der UdSSR (1950)[2]
- Leninorden
- Orden des Roten Banners der Arbeit

## Galerie

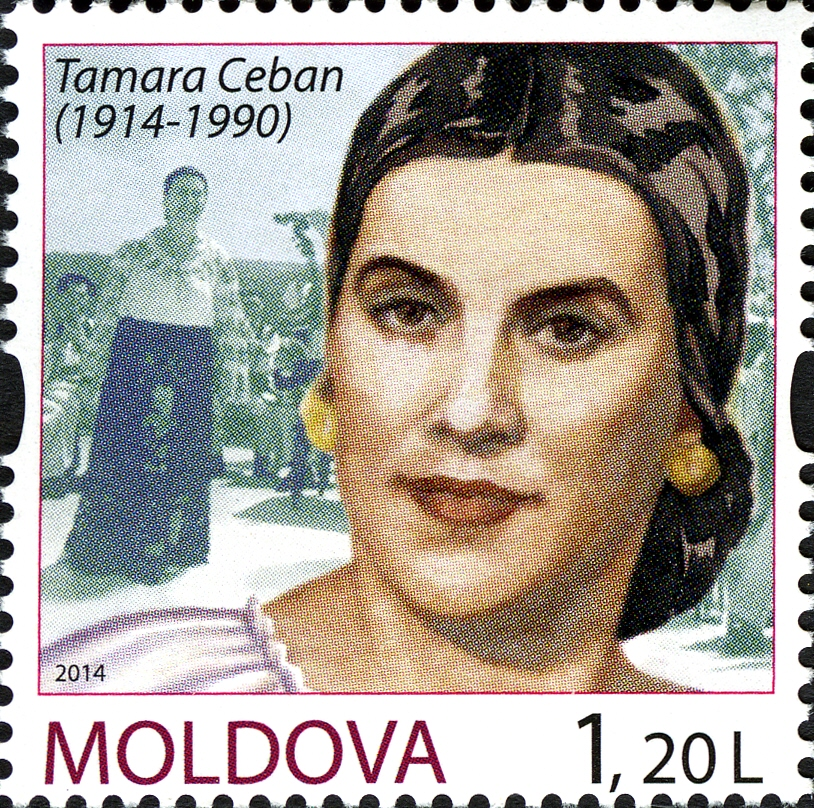
Stempel der Republik Moldau
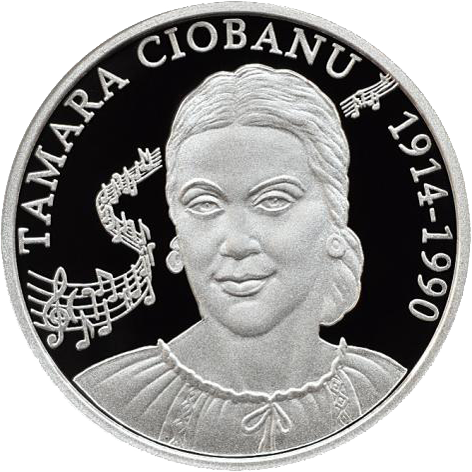
Rückseite einer Jubiläumsmünze zum 100-jährigen Bestehen der Republik Moldau
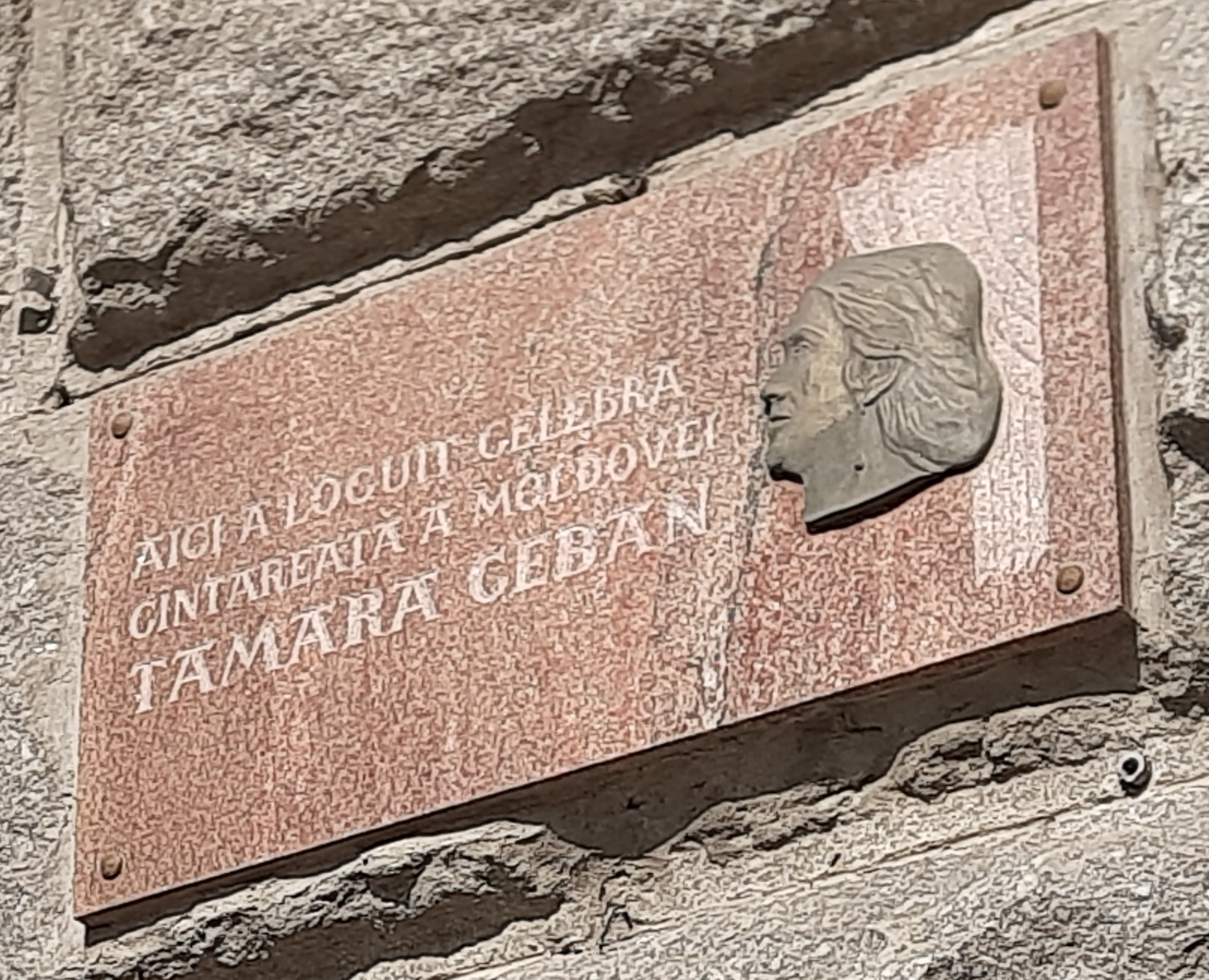
Gedenktafel an Ciobanus Wohnhaus im Bulevardul Ștefan cel Mare, Nr. 132